# ヴランチャ県
| 県章 ヴランチャ県の位置 |                     |
| 地域                    | 南東地域            |
| 歴史的な地域            | モルダヴィア        |
| 県都                    | フォクシャニ        |
| 面積                    | 4,857km²            |
| 人口                    | 335,312人（2021年） |
| 人口密度                | 69人/km²            |
| ISO 3166-2              | RO-VN               |

ヴランチャ県（ヴランチャけん、Judeţul Vrancea）は、ルーマニアのモルダヴィア地方の県。県都はフォクシャニ。
人口は335,312人（2021年国勢調査）。民族構成はルーマニア人が289,516人、ロマ人が13,723人など。

## 地理
東はヴァスルイ県とガラツィ県、西はコヴァスナ県、北はバカウ県、南はブザウ県とブライラ県に接する。
西部は東カルパティア山脈に属する山岳地帯で、もっとも標高の高い地点で1400m。東に向かって標高が低くなり、シレト川の谷に至る。地震の多い地域で、毎年震源の深さが80kmから160kmの地震が発生する。

## 経済
ヴランチャ県はワインで有名で、ルーマニアでもっともワインの生産量が多い。面積の11%以上がブドウ畑で覆われている。おもな産業には食品、醸造、繊維、製紙、家具、機械部品がある。

## 行政区画
県は2つの都市、3つの町、67の基礎自治体からなる。

### 主な都市
- フォクシャニ（約10万人）
- アドジュード（約1万8千人）